# 成肅公
成肅公（？—？），春秋时期成国诸侯，名字不详，子爵。鲁成公十三年（周简王九年，前578年），鲁成公及诸侯到王城洛邑朝见天子周简王，遂跟随刘康公、成肃公会晋侯晋厉公伐秦，当时秦国的国君是秦桓公。这次战争即麻隧之战。成子在社坛受脤，不敬王室。刘康公批评了他，“吾闻之，民受天地之中以生，所谓命也。是以有动作礼义威仪之则，以定命也。能者养以之福，不能者败以取祸。是故君子勤礼，小人尽力，勤礼莫如致敬，尽力莫如敦笃。敬在养神，笃在守业。国之大事，在祀与戎，祀有执膰，戎有受脤，神之大节也。今成子惰，弃其命矣，其不反乎？”这段话，反映了早期的中庸思想。不久，成肃公在瑕地（今山东省兖州市）去世。